# Fingask Castle

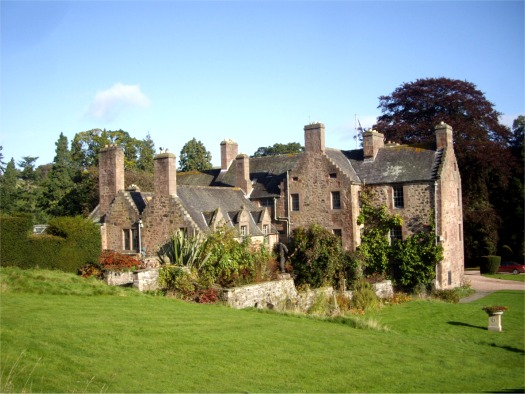
Fingask Castle 2008

Fingask Castle ist ein Landhaus etwa 60 Meter über dem Dorf Rait und fünf Kilometer nordöstlich des Dorfes Errol am Rande der Sidlaw Hills in der schottischen Council Area Perth and Kinross. Vom Haus geht der Blick sowohl über den Carse of Gowrie als auch über den Firth of Tay und weiter über Fife. Der Name des Hauses wird von schottisch-gälisch fionn-gas (dt.: „weißes oder hellfarbiges Anhängsel“) abgeleitet.
Fingask war einst ein explizit heiliger Ort, ein angenehmer und numeniöser Halt zwischen den Abteien von Falkirk und Scone. Später gehörte er der Familie Bruce und dann den Threiplands. Im 18. Jahrhundert lebten dort Jakobiten und so wurde es an die Krone verwirkt. Seit 1969 gehört das Anwesen wieder den Threiplands. Auch wenn das Haus immer noch ein Wallfahrtsort ist, so ist es doch bekannter für seinen Garten und Partys darin. In Fingask Castle, das von einem unbekannten Autor als „Juwel am Busen einer Schlucht“ bezeichnet wurde, findet man auch die Fingask Follies, eine alljährliche Musikveranstaltung Ende Mai oder Anfang Juni. Historic Scotland hat das Landhaus als historisches Bauwerk der Kategorie B gelistet und das Anwesen ist im Inventory of Gardens and Designed Landscapes in Scotland verzeichnet. Des Weiteren sind sechs zugehörige Bauwerke denkmalgeschützt. So sind ein mittelalterliches Taufbecken eine Sonnenuhr sowie ein Brunnen und eine Komposition von Statuen in den Gärten als Kategorie-B-Bauwerke eingestuft. Die Gärten sowie eine Brücke über den Craig Burn sind als Denkmäler der Kategorie C klassifiziert.

## Architekturgeschichte in Bildern

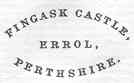
Briefkopf von Fingask Castle

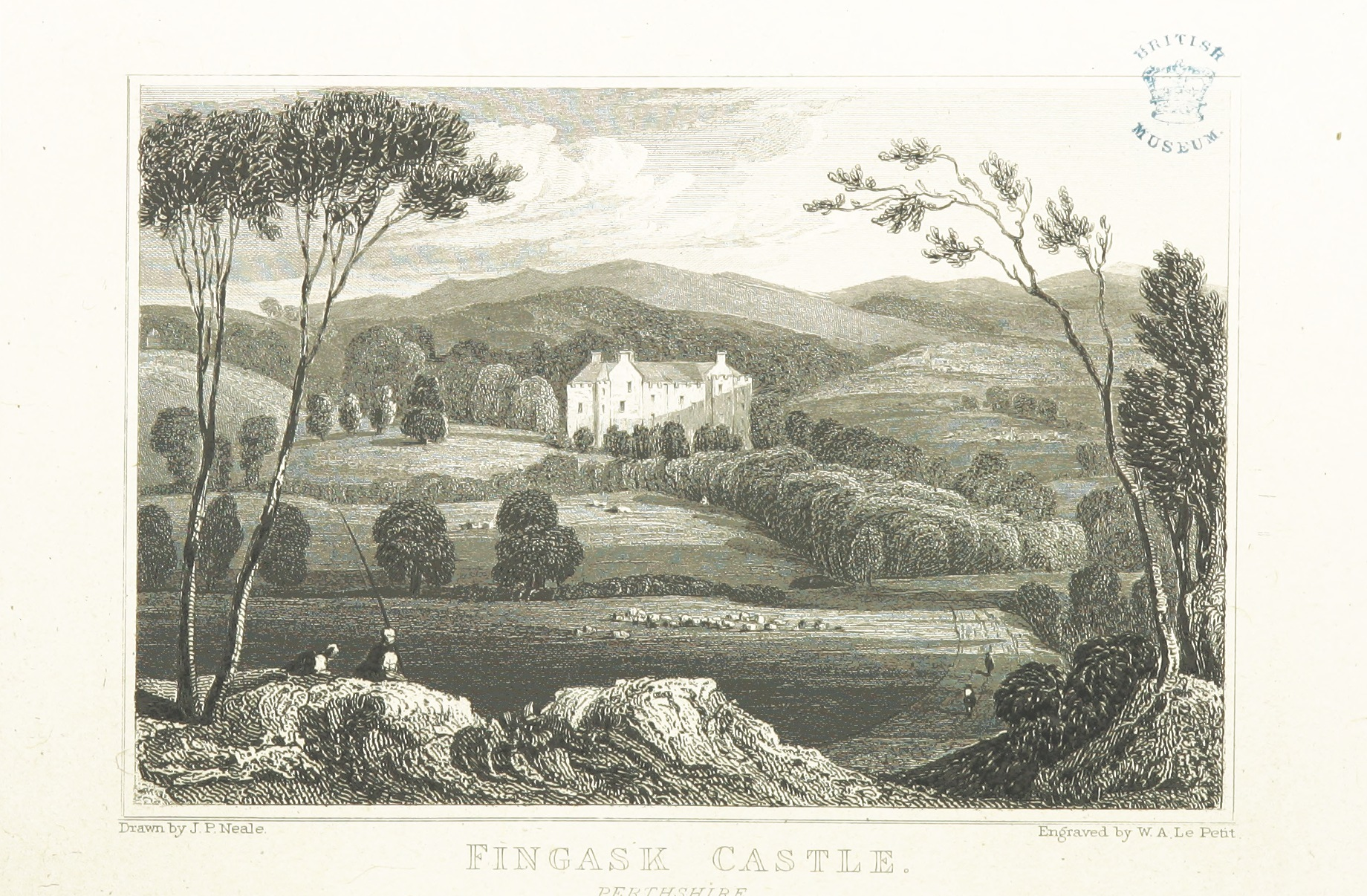
’’John Preston Neale’’, 1824.
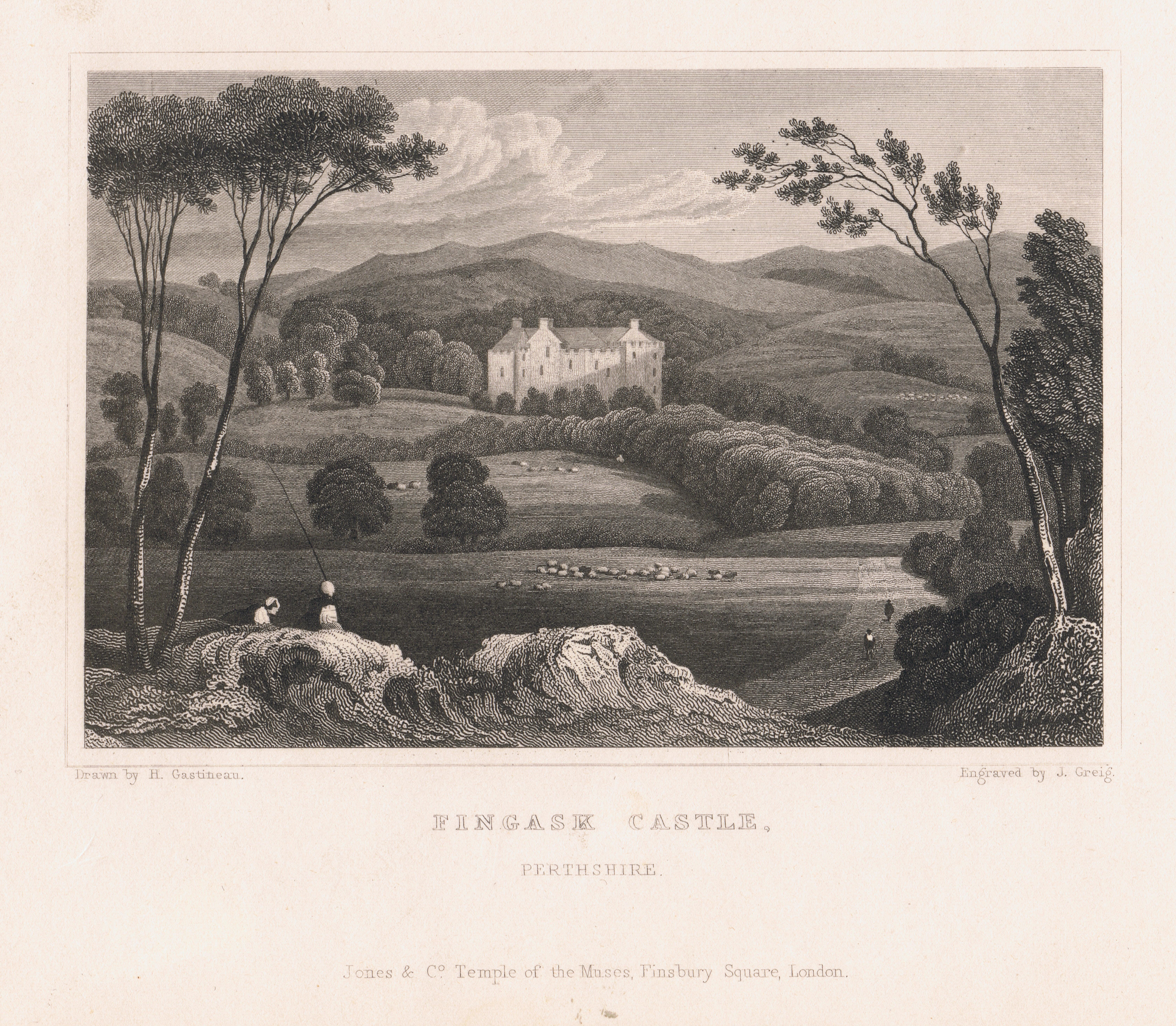
Gravierung auf Kupferplatte, ‘’John Greig’’ nach einer Zeichnung von ‘’Henry Gastineau’’ um 1830.
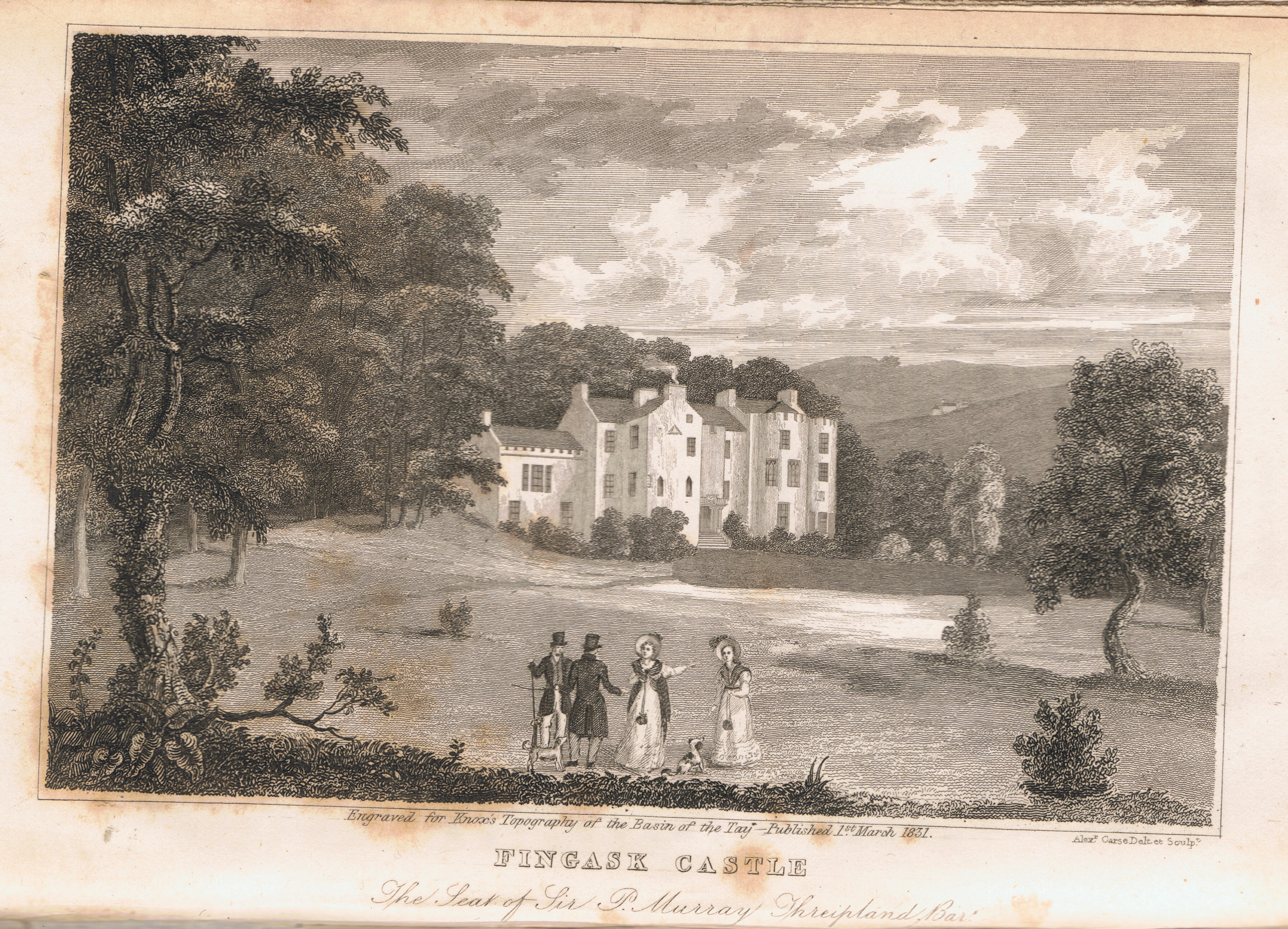
Fingask Castle von Süden, gezeichnet und graviert von ‘’Alexander Carse’’ um 1831.
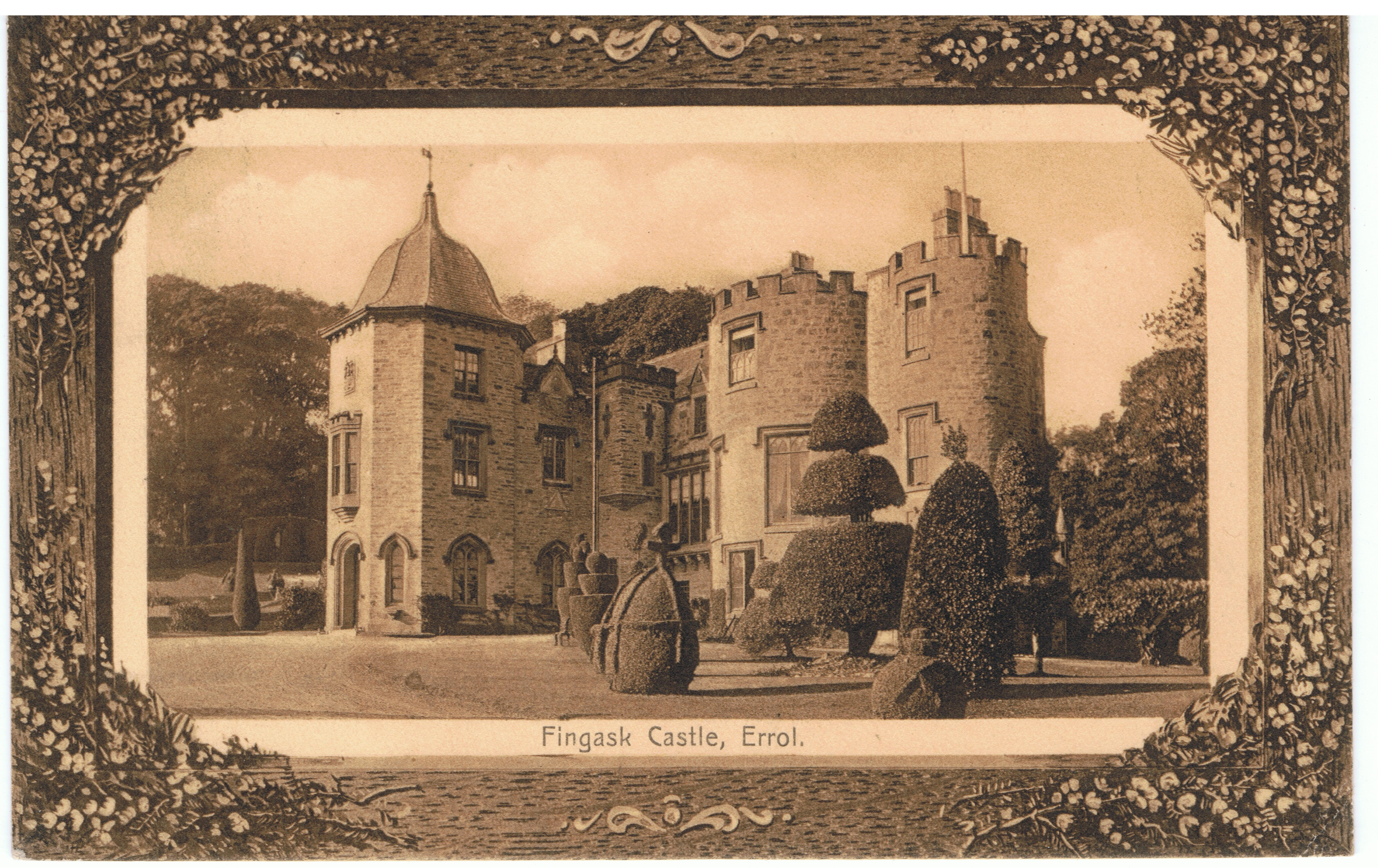
Postkarte von Fingask Castle, geschickt von Errol nach Oxford, frankiert am 15. August 1910.
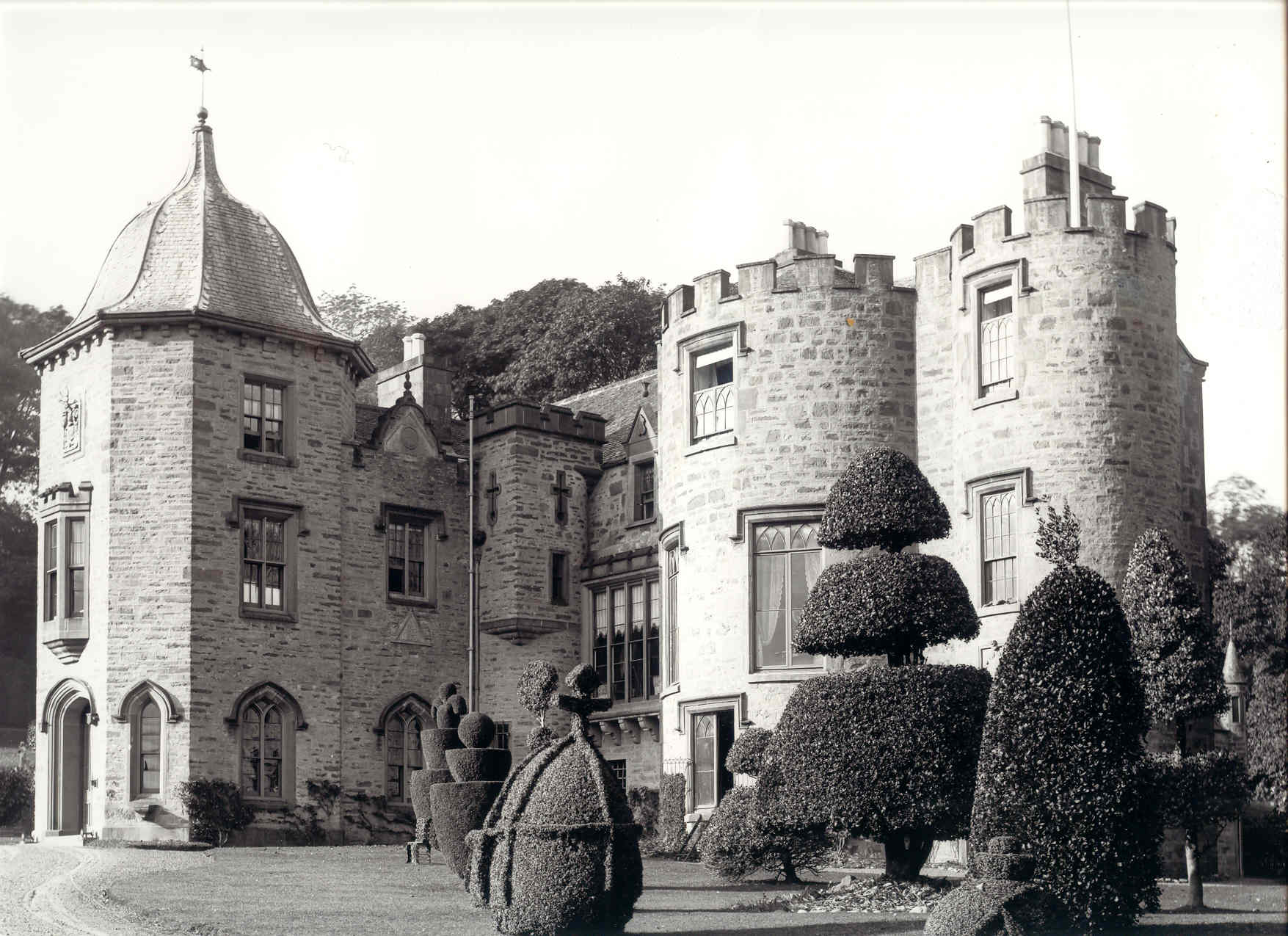
Fingask Castle von Süd-Südosten mit den seither abgerissenen Ausschmückungen aus dem 19. Jahrhundert.
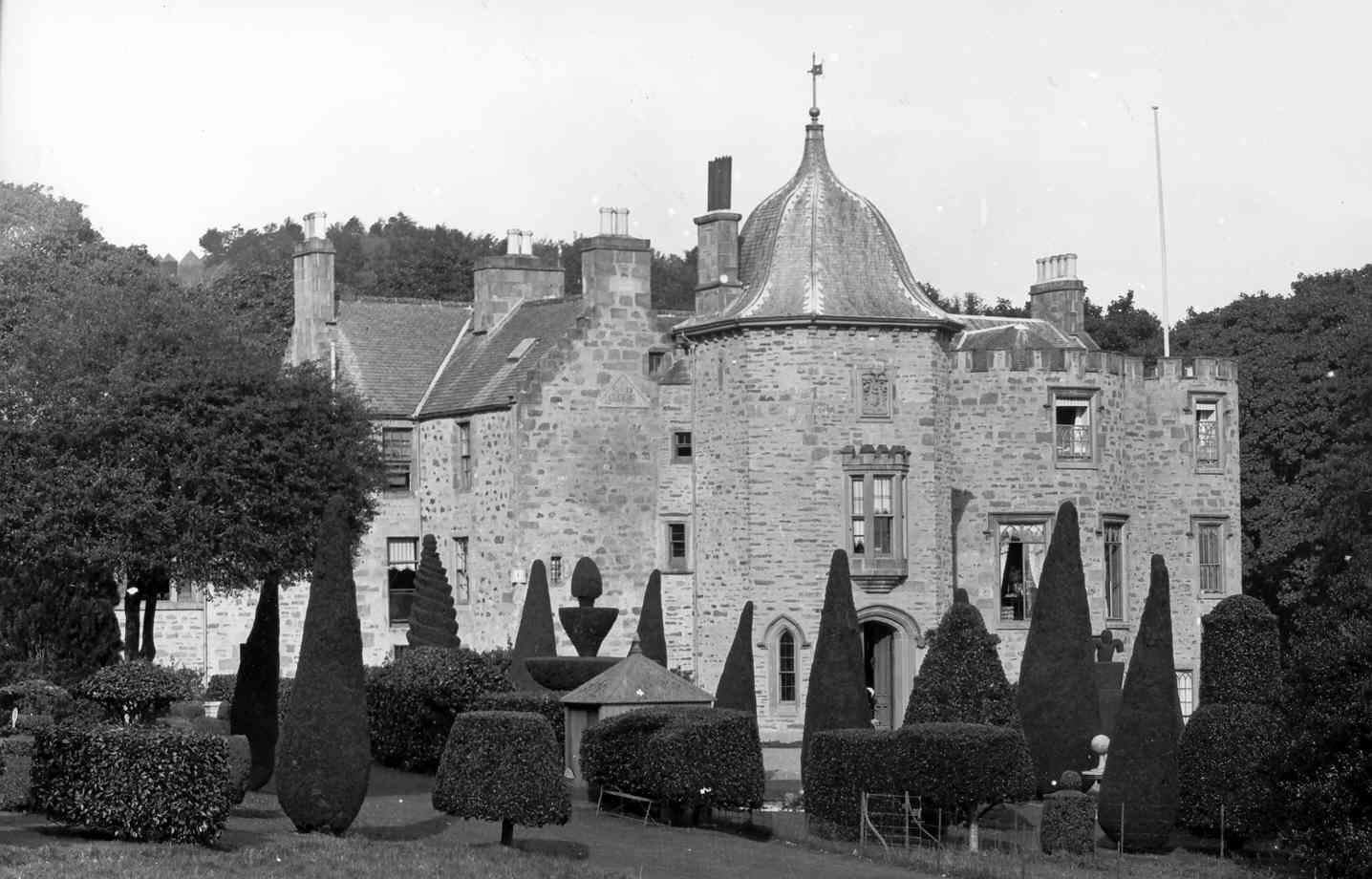
Ansicht von Südwesten: Fingask Castle mit Garten im Zustand zwischen den 1830er- und den 1920er-Jahren.
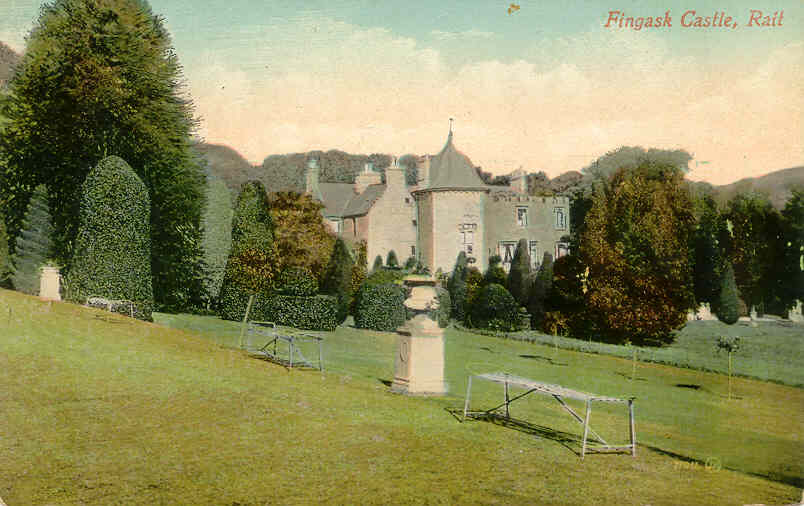
Postkarte vor 1920: Blick von Süd-Südwesten.

## Geschichte
In der Gründungscharta der Scone Abbey, die König Alexander I. ausstellte, werden die Ländereien von Fingask erwähnt. Die Charta soll aus dem Jahr 1114 oder 1115 stammen. Dem Clan Bruce gehörten seit dem 15. Jahrhundert die Ländereien von Rait einschließlich Fingask. Die Bruces stammten von der älteren Linie der Bruces aus Clackmannan ab, aus der Sir David Bruce stammte, der Janet, die Tochter von Sir William Stirling aus Keir heiratete. Ihrem Sohn, Robert Bruce, gehörten die Ländereien von Rate (Rait) 1484, was 1488 bestätigt wurde, und dessen Sohn David gab seine Rechte an Clackmannan im Februar 1506 oder 1507 zugunsten seines Onkels auf. Als Patrick Bruce Laird von Fingask war, wurde ein Stein in das Haus eingesetzt, der die Jahreszahl 1594 zeigt. Auf einem Grabstein bei der Kirchenruine von Rait steht:

„Hier liegt Jonet Gibsone, Gattin von William Bruce
Laird von Fingask, die ihm (…) Kinder gebar,
wovon sie fünf männliche Kinder überlebten, die
18 Jahre lang zusammenlebten
und mit ihr 33 Jahre.
Sie starb am letzten [Tag] des April Anno Domini 1647.“

Der letzte Laird von Fingask aus der Familie Bruce war Lawrence Bruce, dessen „pekuniären Engagements den Verkauf des Anwesens zugunsten seiner Kreditgeber im Jahr 1671 erzwangen.“

### Die Threipland Baronets

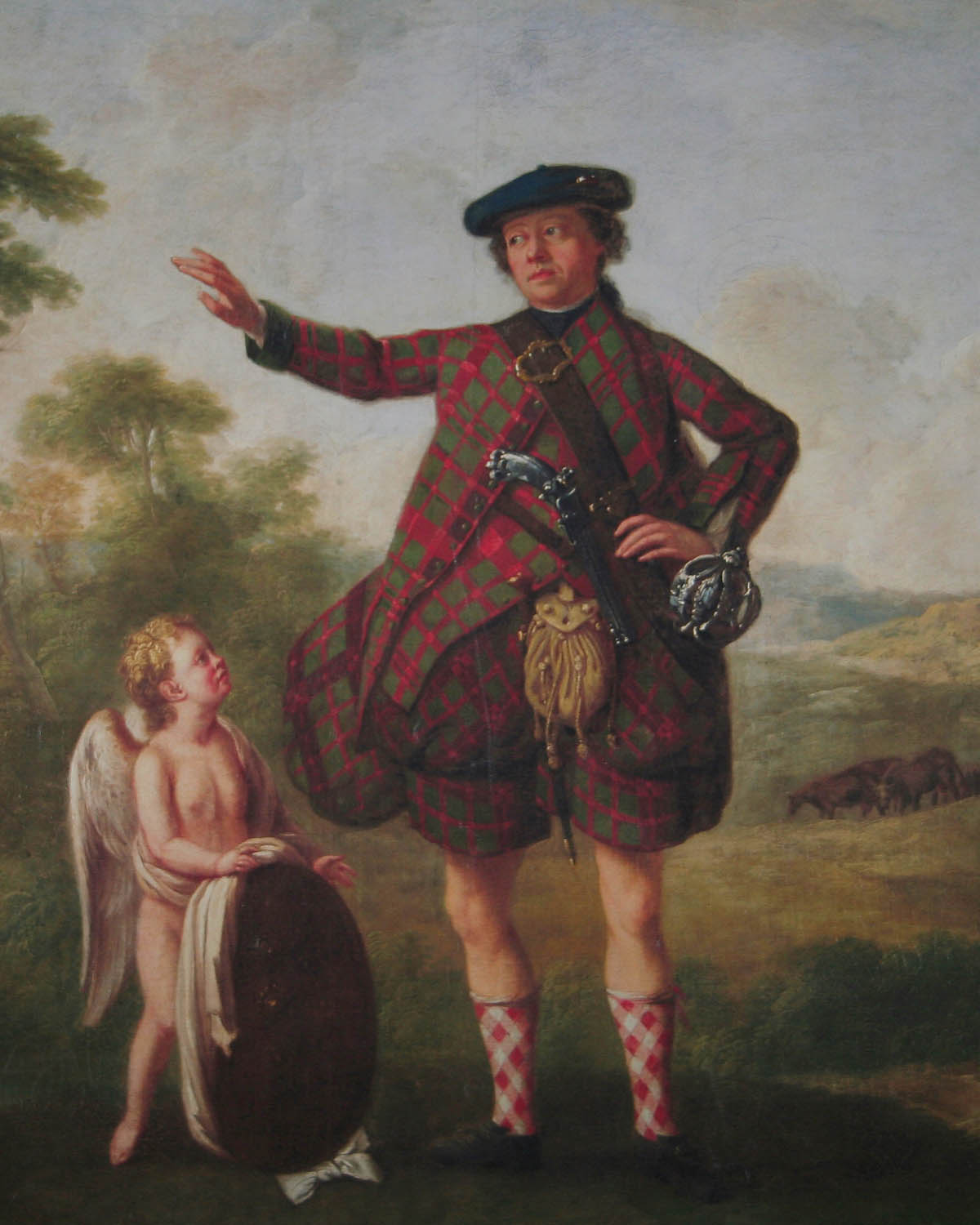
Detail von William Delacours Gemälde von Dr. Stuart Threipland of Fingask (1716–1805), Leibarzt von Bonnie Prince Charlie während des Jakobitenaufstandes von 1745 und 1766–1770 Präsident der Royal Medical Society.

1672 kaufte Patrick Threipland das Anwesen, das noch im selben Jahr zu einer feudalen Baronie erhoben wurde. Er ließ das Gebäude renovieren und die Gärten anlegen und 1674 fügte er das benachbarte Tower House Braes of the Carse mit Grundstück in Kincaird seinen Besitzungen hinzu. Im selben Jahr wurde er für seinen Fleiß bei der Unterwerfung der Covenanters zum Knight Bachelor geschlagen und 1687 wurde er in der Baronetage of Nova Scotia zum Baronet, of Fingask in the County of Perth, erhoben. Er starb bereits 1689 als Gefangener in Stirling Castle, weil er ein Anhänger des vertriebenen Königs Jakob VII. war.
Sein Sohn Sir David Threipland, 2. Baronet (um 1670–1746), schloss sich dem Jakobitenaufstand von 1715 an und kämpfte mit dem Earl of Mar gegen die Regierung in der Schlacht von Sheriffmuir. Als der Aufstand niedergeschlagen wurde, wurde er per Parlamentsbeschluss geächtet und ihm damit alle Titel aberkannt und alle Ländereien, so auch Fingask Castle von der Krone eingezogen. Fingask Castle wurde für 9606 £ 6 s 4,5 d von der York Buildings Company, einer englischen Wasserwerksgesellschaft, die sich auf den Aufkauf verwirkten Landes spezialisierte, gekauft. Die Firma hatte das Anwesen bis 1783 in Besitz und hatte es in dieser Zeit an Dame Katherine Threipland, „das Mädchen von Gowrie“ († 18. März 1762), Tochter des 2. Baronets, verpachtet.
1745 wurde Fingask Castle durch Truppen der Regierung stark beschädigt, da die Threiplands beim zweiten Jakobitenaufstand wiederum die Rebellen unterstützten. David Threipland (1694–1745), Sohn des 2. Baronets, fiel in der Schlacht bei Prestonpans. Sein Halbbruder, Stuart Threipland (1716–1805) kaufte das Anwesen von Fingask 1783 bei einer Verkaufsaktion verwirkten Landes für 12.207 £ zurück. Er heiratete 1753 in erster Ehe in der Paulskirche in Edinburgh Jannet Sinclair, Tochter des David Sinclair, Gutsherr von Southdun in Caithness und in zweiter Ehe 1761 in derselben Kirche Jannet Murray, die Tochter von Richard Murray, Gutsherr von Pennyland, Erbin ihres Vetters Grizel Budge († 1798), Gutsherr von Dale und Toftingale bei Halkirk in Caithness. Seine Schwester, Miss Euphame Threipland (* 1713) soll das Anwesen in seiner Abwesenheit verwaltet haben. Threipland war ab 1766 Präsident der Royal Medical Society.

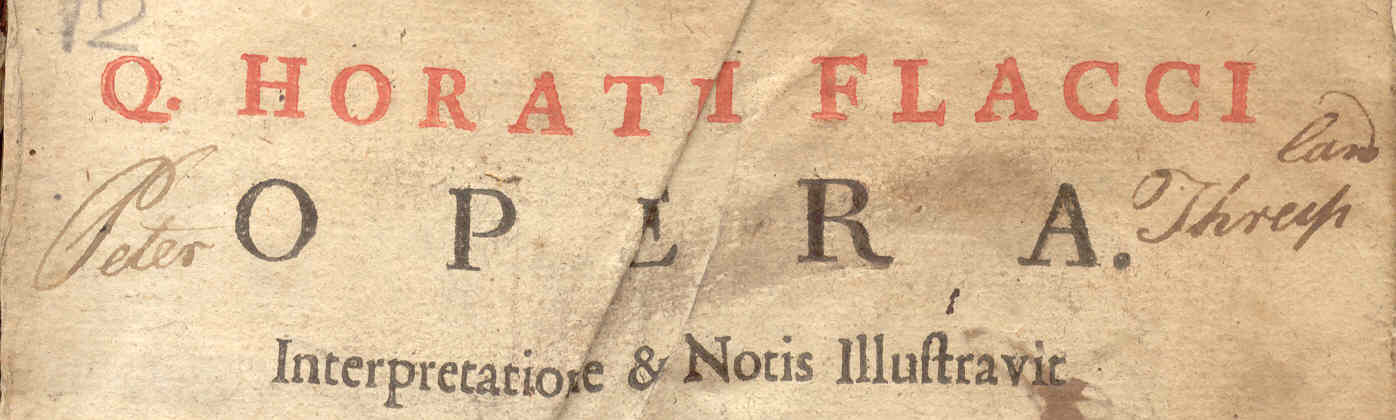
Stuart und Peter Threiplands Q. Horatii Flacci Opera, Ludovicus Desprez, London 1699.

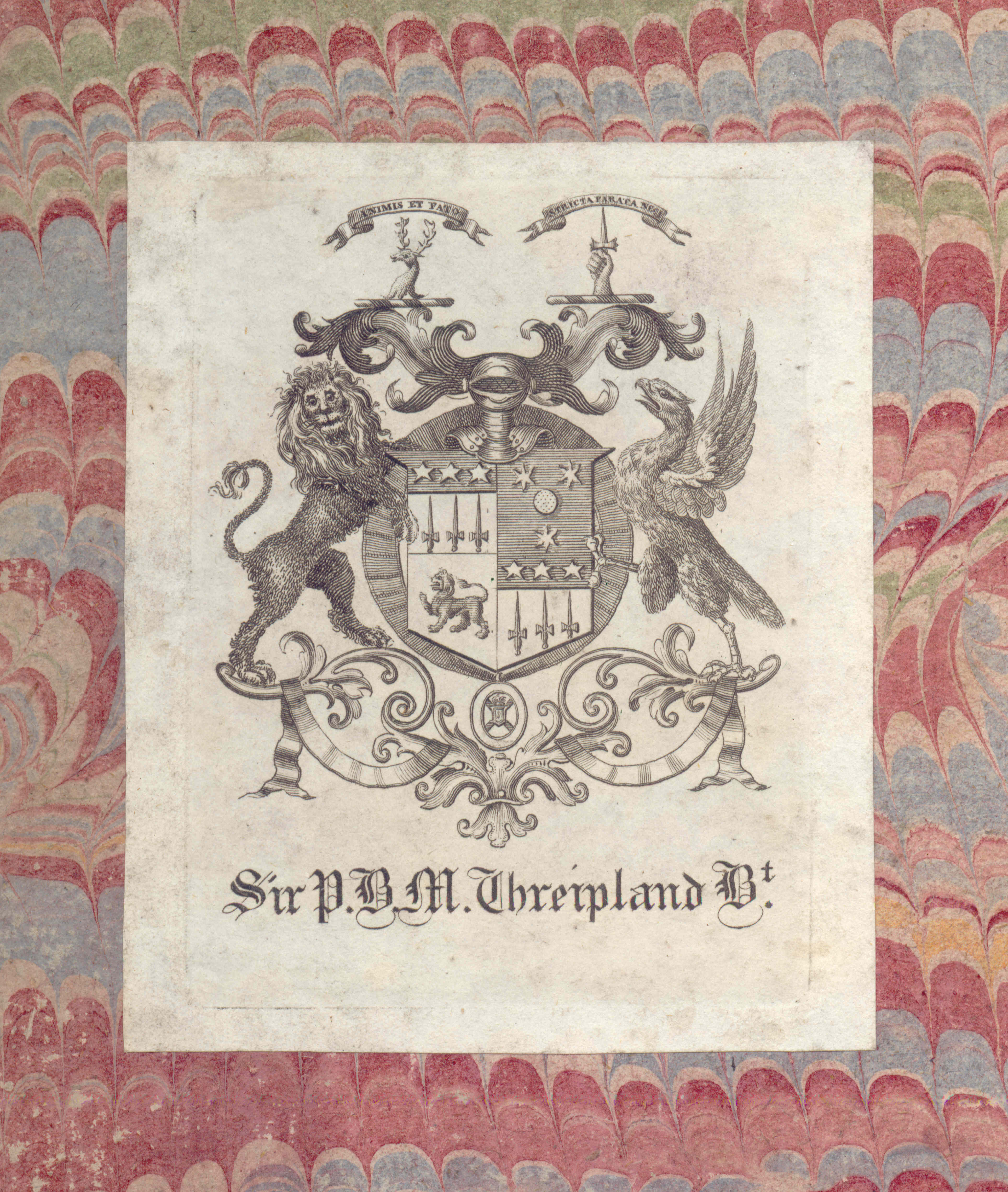
Exlibris von Sir Patrick Budge Murray Threipland, 4. Baronet (1762–1837), als Kopie eines Book of Common Prayer von 1761.

1826 wurde die Ächtung und Aberkennung der Würde des Baronets von 1715 durch ein Parlamentsgesetz aufgehoben und der älteste Sohn des Stuart Threipland, nämlich Patrick Budge Murray Threipland (1762–1837), ein Rechtsanwalt, erhielt die Baronetswürde zurück. Er diente später als Deputy Lieutenant für Perthshire und Caithness. 1792 heiratete er seine Cousine zweiten Grades, Jessy Kerr († 1855), Tochter des William Scott Kerr, Gutsherr von Chatto und Thirlestone. Ihre Großmutter war eine Tochter von Sir David Threipland, 2. Baronet, und seiner ersten Gattin. Von 1828 bis 1831 ließ Sir Patrick an den Westteil des Hauses vorne anbauen. Verzierungen und Bautätigkeit an der Südfassade dauerten bis 1840 an.
Sir Patrick Murray Threipland, 5. Baronet (1800–1882), wurde in Edinburgh und Paris erzogen. Er diente als Major in der Miliz von Perth und setzte sich 1843 zu Ruhe. Er war Kommissar für die Versorgung (Commissioner for Supply) für die Grafschaften Perth und Caithness. Auch war er Friedensrichter und Deputy Lieutenant von Perth und Caithness.
Vor und nach dem Tod seiner Mutter 1855 lebte er in Fingask Castle zusammen mit seinen drei älteren Schwestern. Die Volkszählung vom 31. März 1851 listet sieben Angestellte in Fingask Castle auf: Hausmeister (Jean Oswald), Zofe (Mary Gray), Köchin (Margaret Stewart), Sir Peters Hausmädchen (Mary McLagan), Butler (David Chalmers), Lakai (John Bertram) und Kutscher (Andrew David). Mrs Drummond von Megginch Castle beschrieb die Familie:

„Sir Patrick Threipland lebte dort und gelegentlich auch in Toftingall (Caithness) zusammen mit seinen drei Schwestern, Miss Jessie (ca. 1796–1871) – der cleveren, angenehmen Gastgeberin –, Miss Eliza (ca. 1798–?) – sarkastisch und scharfzüngig, der Managerin der Stallungen – und Miss Catherine (ca. 1799–?) – der Gärtnerin, wesentlich weniger clever, aber mit sehr viel mehr Süße als jede ihrer Schwestern.“

Als Miss Jessie im Mai 1871 verstarb, berichtete Mrs Drummond, dass „das Leben sich aus dem alten Haus verabschiedete“. Mit dem Tod von Sir Patrick 1882 ruhte der Titel der Baronets Threipland. Fingask Castle fiel an den zweiten Sohn des Vetters ersten Grades, William Scott Kerr, der seinen Namen daraufhin in „William Murray Threipland“ änderte. 1915 wurde er zum Kommandeur der neu gebildeten Welsh Guards ernannt und wurde 1937 Colonel des Regiments.

### Weitere Besitzer

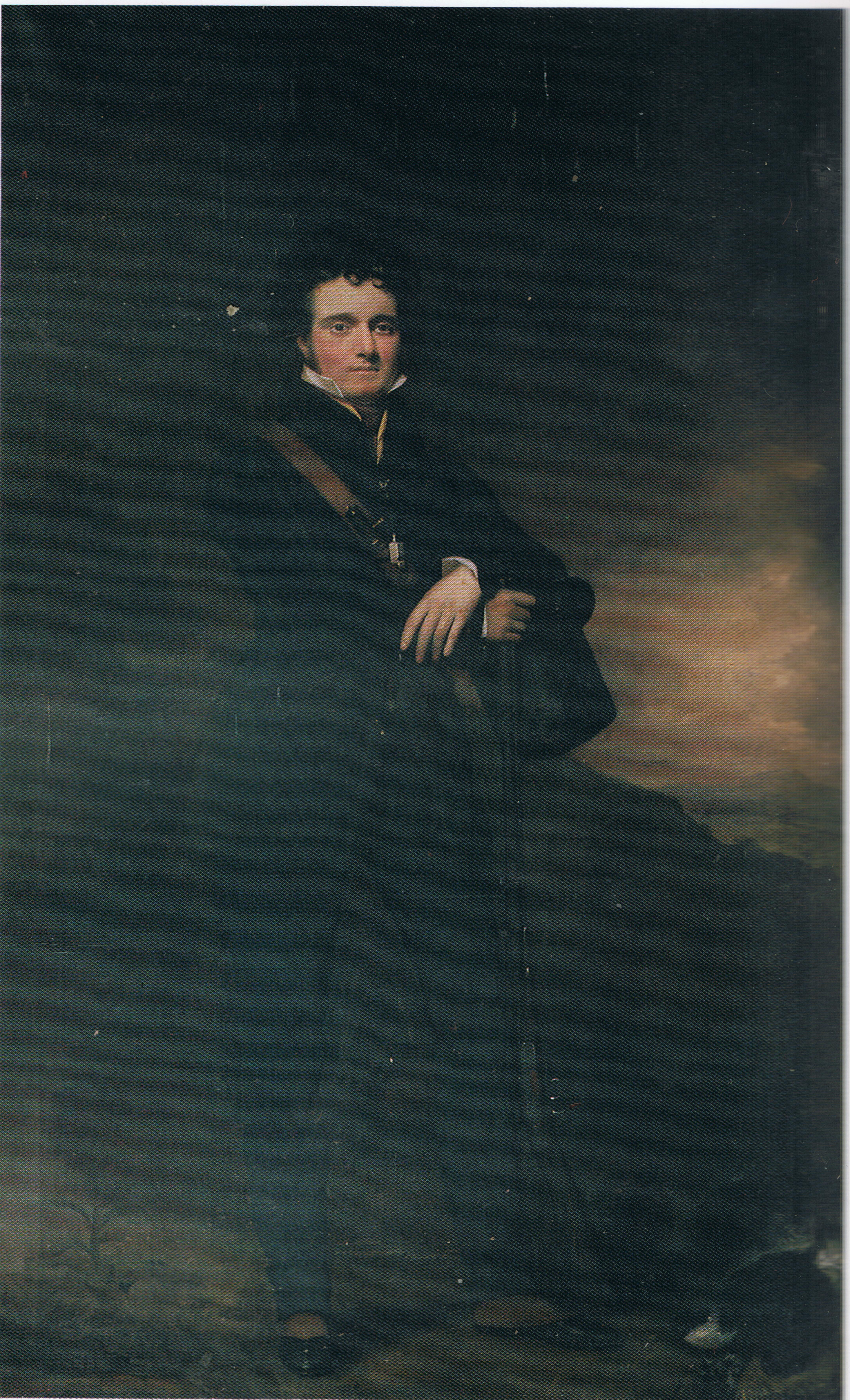
Sir Patrick Murray Threipland, 5. Baronet (1800–1882). Das Gemälde wird Sir John Watson Gordon, P.R.S.A., zugeschrieben. Es misst 2413 mm × 1524 mm.

1917 kam Fingask Castle erneut in andere Hände; der Whiskyhändler John Henderson Stewart (1877–1924) kaufte es. In diesem Jahr war das Anwesen 10,3 km² groß. Es bestand aus 4,3 km² Ackerland, 5,6 km² Hügeln und 0,4 km² Wald. Die Pacht für Fingask und die der viel kleineren Anwesen Kinnaird und Inchmichael (die er seinen Ländereien hinzugefügt hatte) erbrachte Stewart jährlich 4000 £ und er wurde 1920 in der Baronetage of the United Kingdom zum Baronet, of Fingask in the County of Perth, erhoben. Allerdings verschuldete sich Stewart wegen der Prohibition in den Vereinigten Staaten sehr und beging am 6. Februar 1924 Selbstmord. Sein Sohn Sir Bruce Fraser Stewart, 2. Baronet (1904–1979) verkaufte das Anwesen 1925 an H. B. Gilroy, Gutsherr von Ballumbie. Das Haus wurde vom Ruin gerettet, aber vollkommen umgebaut; alle Wendeltreppen wurden entfernt und die vorderen Anbauten aus dem 19. Jahrhundert abgerissen.

### Rückkehr zur Familie Threipland
1969 kehrte Fingask Castle zur Familie Threipland zurück; Mark Stepney Murray Threipland, Enkel von Colonel William Murray Threipland, kaufte es. Mark war der Sohn von Patrick Murray Threipland und seiner Gattin Marged, geb. Howard Stepney (eine Nachfahrin des 2. Lord Tabley und Jerome de Salis sowie etlichen anderen). Zu dieser Zeit hatte das Anwesen nur noch 30 Hektar. Mark, seine Gattin Molly und der Sohn der beiden, Gavin, lebten dort 25 Jahre lang und ließen in dieser Zeit Hunderte von Bäumen anpflanzen. 1996 kaufte Andrew Murray Threipland, Sohn von Patrick Murray Threipland und seiner Gattin Leslie, geb. McNair Scott, Fingask Castle.

## Porträts der mit Fingask Castle verbundenen Leute

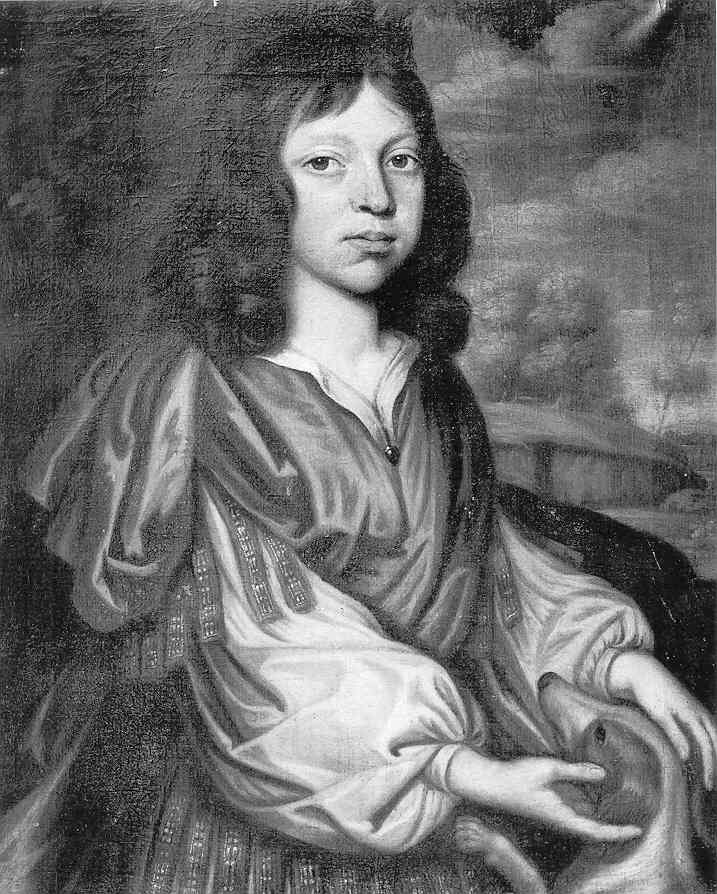
Sir David Threipland, 2. Baronet (1666–1746), als Junge
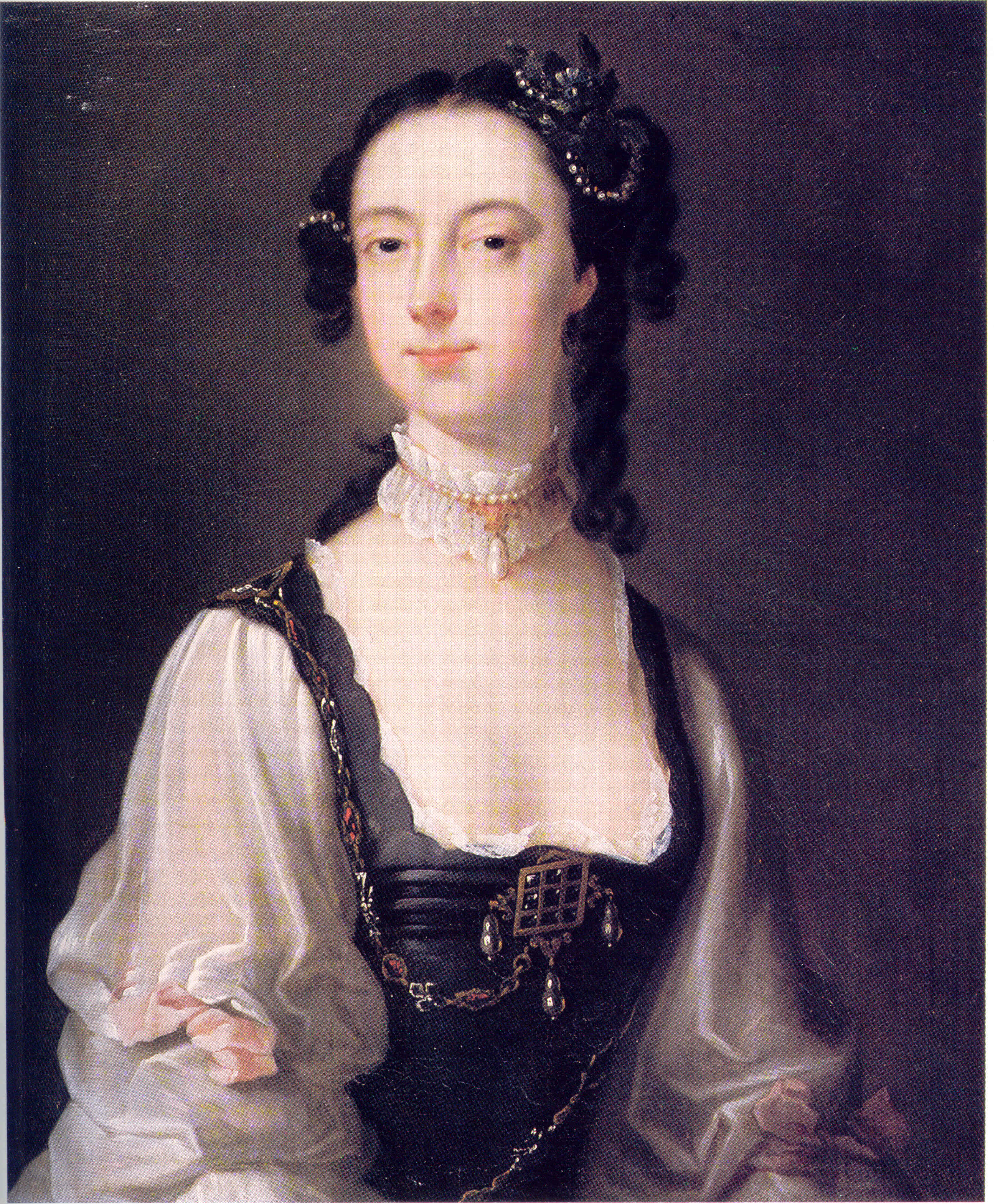
Dame Katherine (um 1679–1762), Tochter von David Smythe aus Barnhill und zweite Gattin von Sir David Threipland
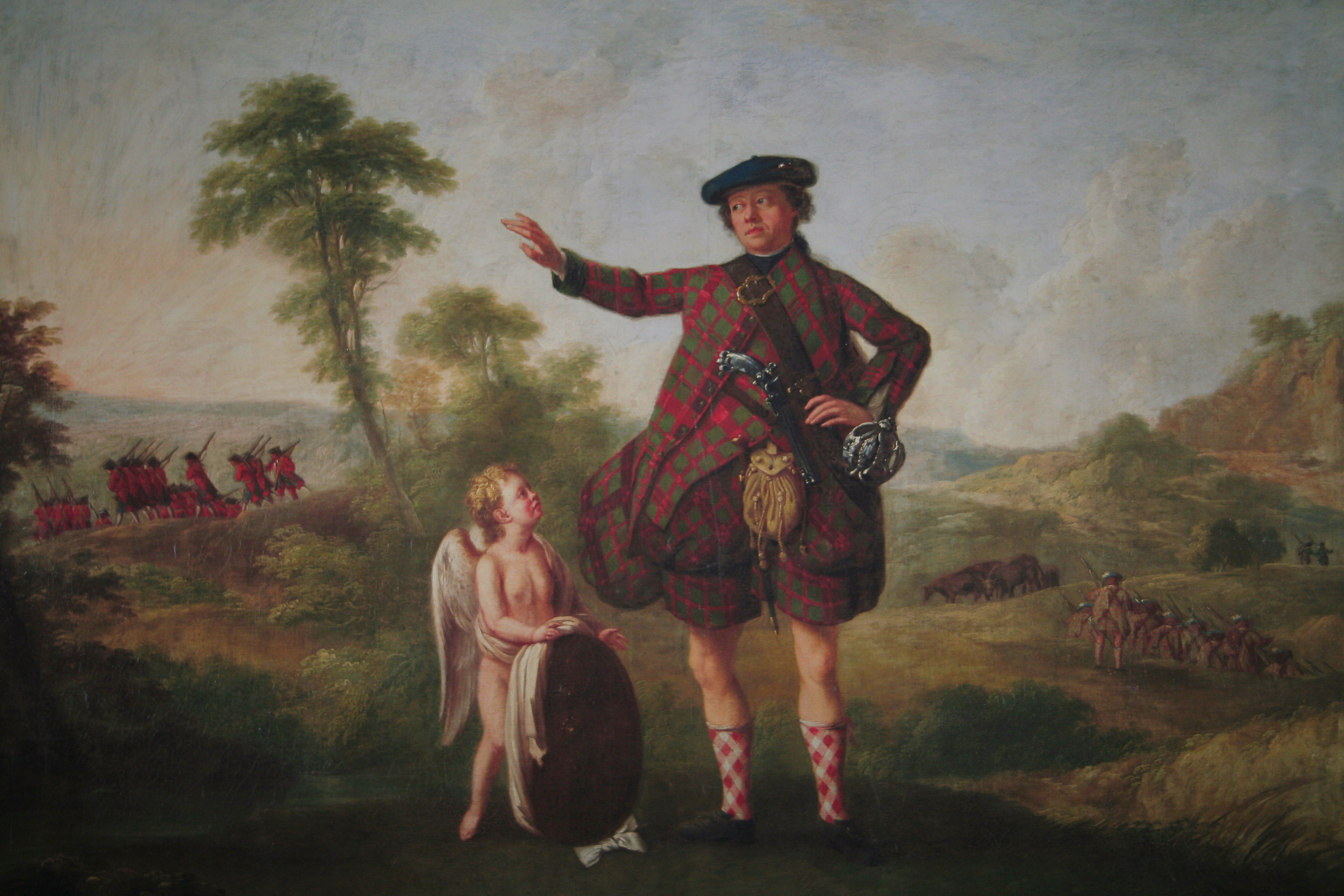
Dr. Stuart Threipland
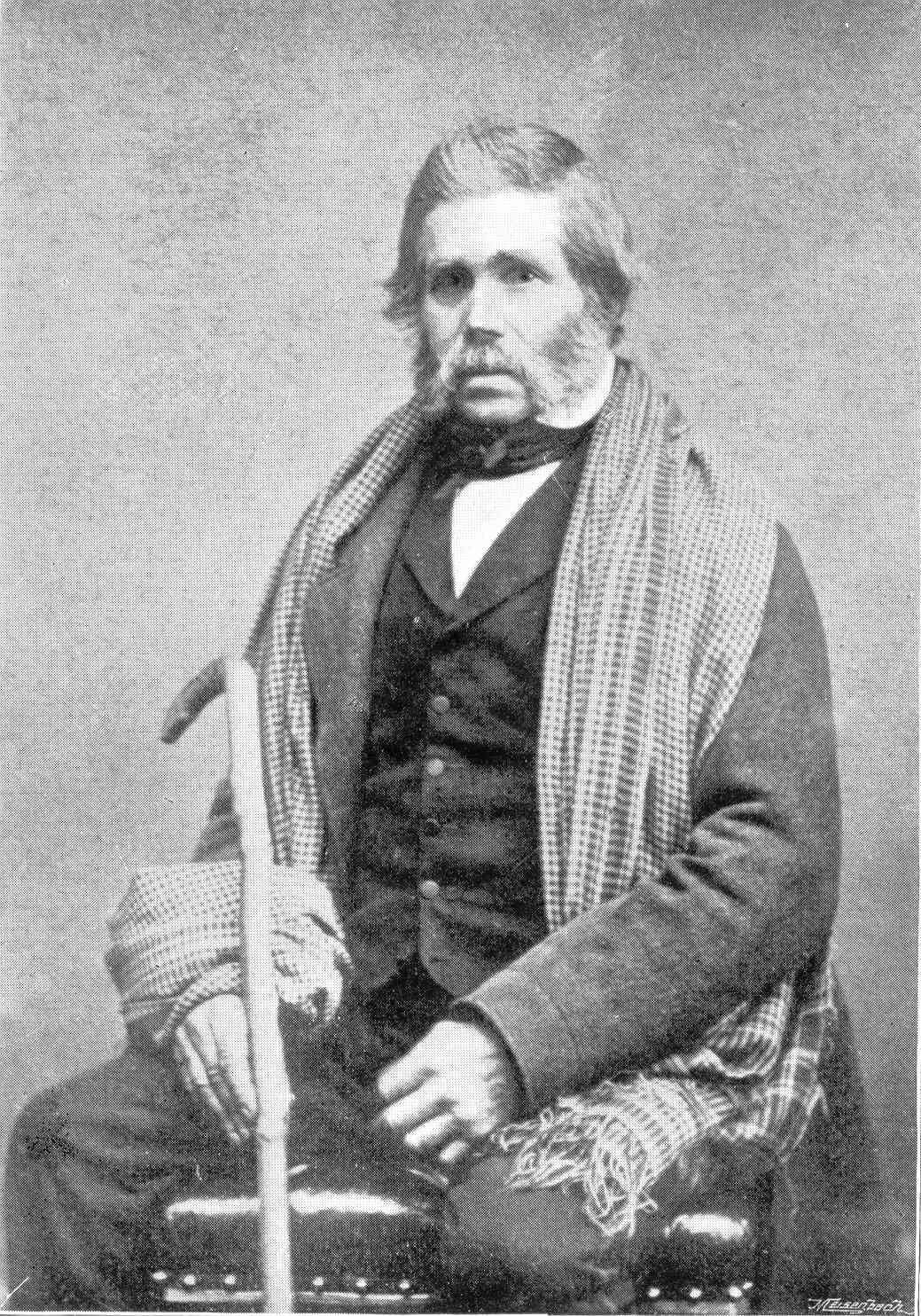
Charles Spence (1779–1869), der Barde von Gowrie, der “Poet of the Carse”, Lakai und Baumeister der Threiplands
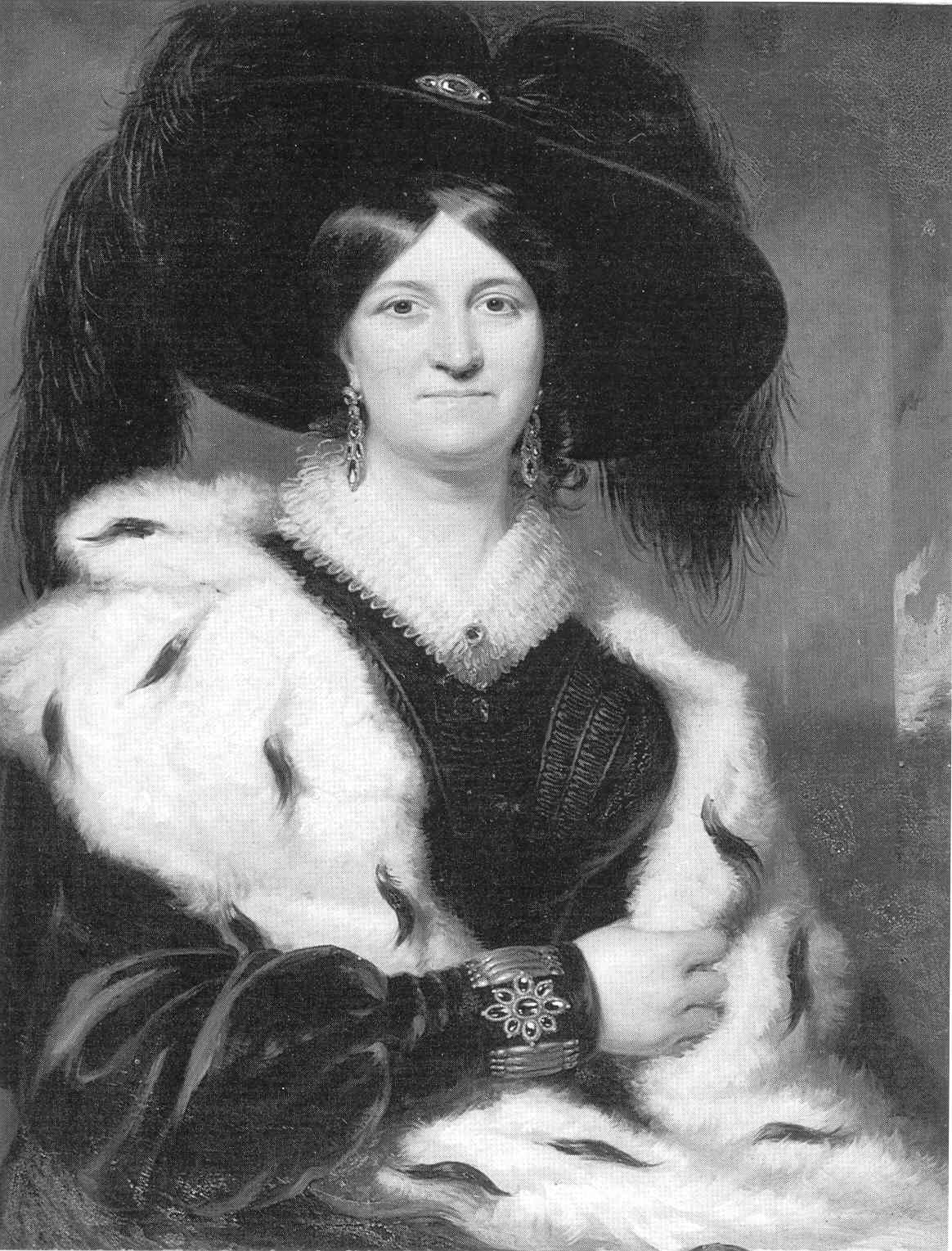
Jessy Scott Kerr heiratete ihren Vetter Sir Patrick Threipland 1792. Sie schenkte ihm vier Kinder und starb 1855.
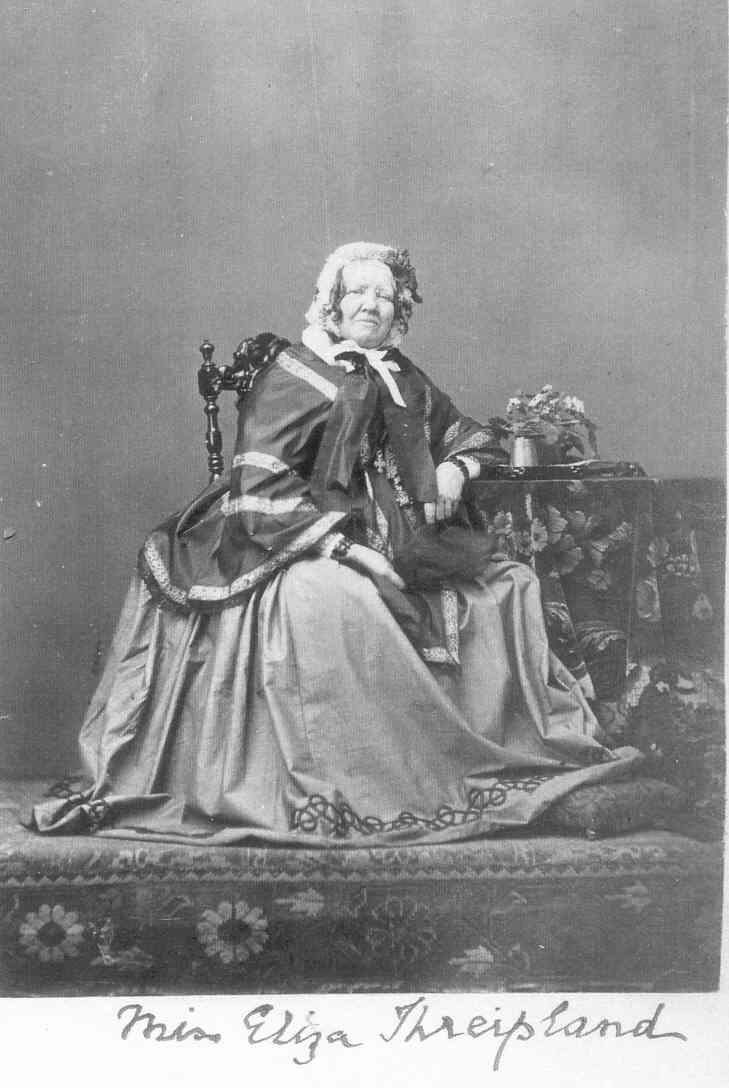
Eliza Threipland
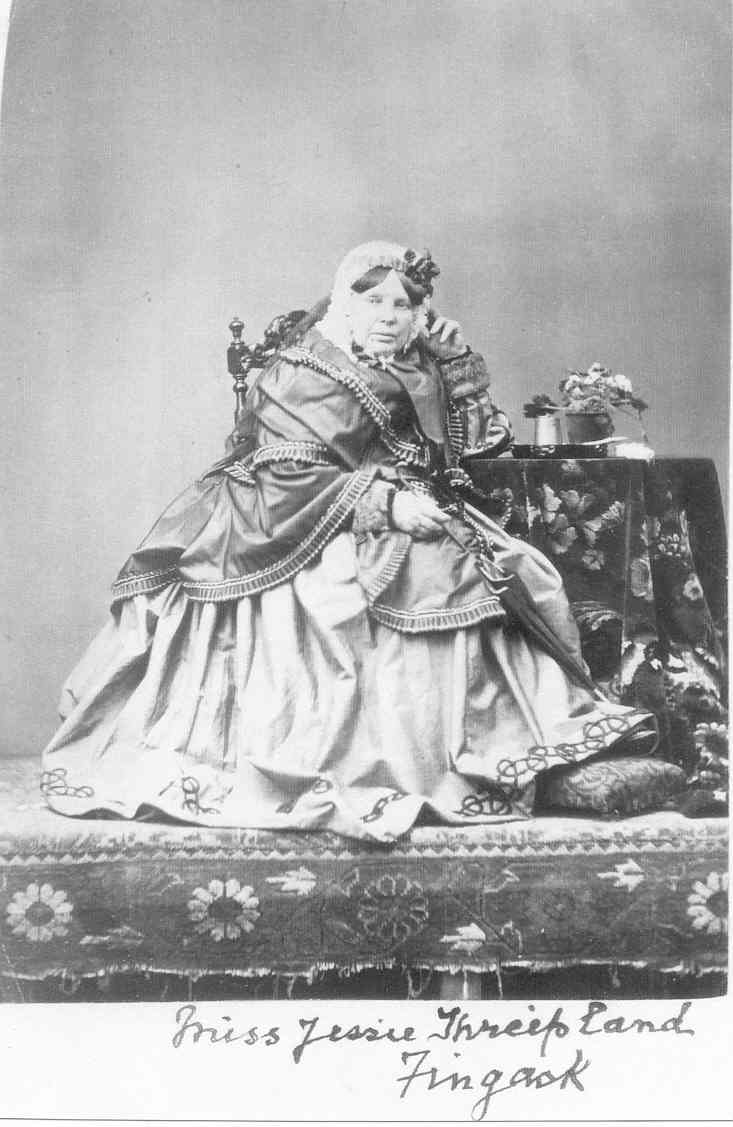
Jessie Threipland

## Das Landhaus
Das Landhaus selbst stammt von 1592 und wurde um ein Gebäude aus dem 12. Jahrhundert herum errichtet. Von 1828 bis 1840 wurden Anbauten im Süden und Westen erstellt. Sir Patrick Threipland, 4. Baronet, (1762–1837) ließ den Park anlegen, sein Sohn die Formschnittgärten anpflanzen und die Statuen aufstellen.

## Gärten

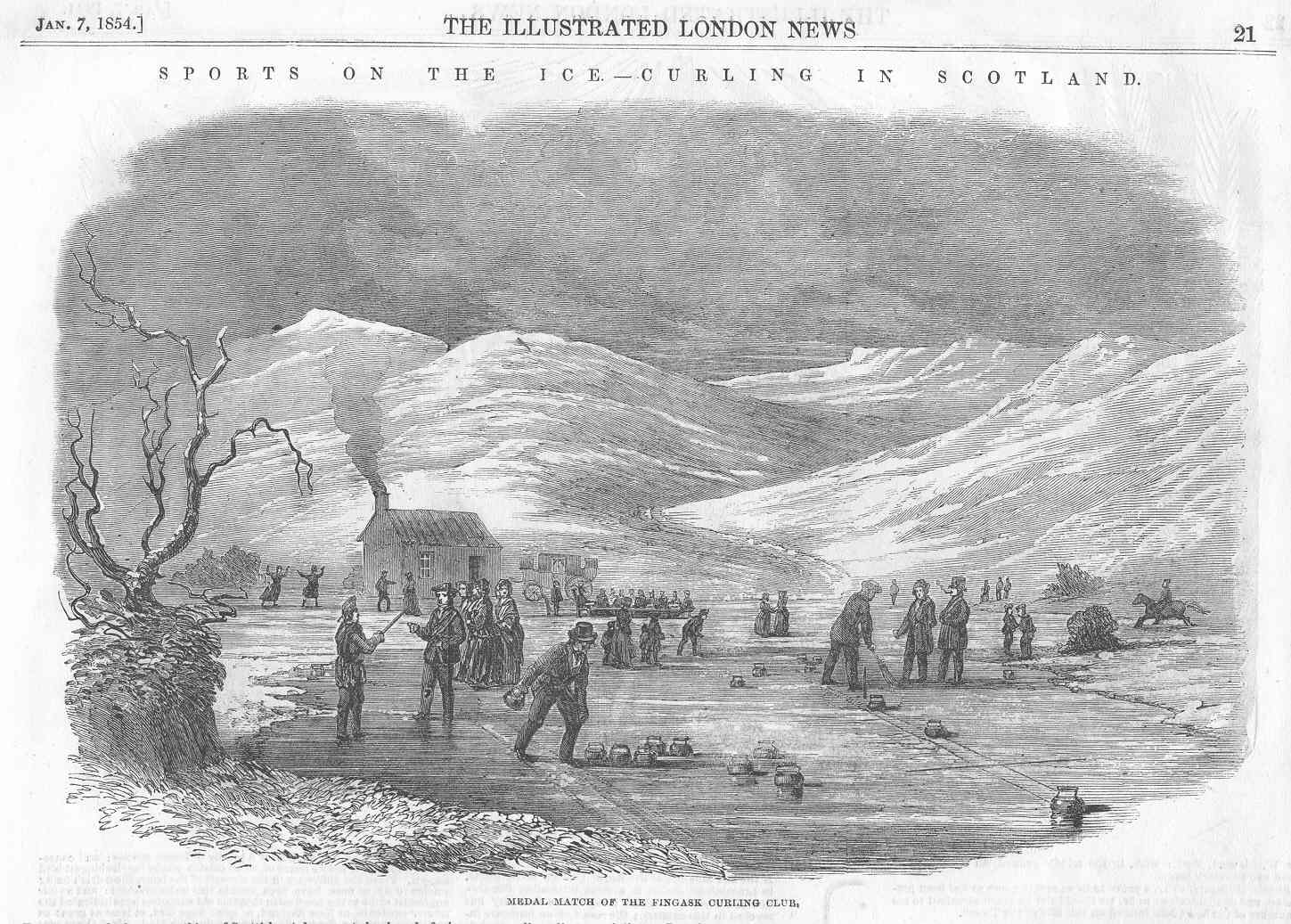
Der Curlingweiher und das Curlinghaus von Fingask Castle (aus den Illustrated London News vom 7. Januar 1854). Es ist ein Match vom 17. Februar 1853 nach einer Skizze von H. H. Milne dargestellt.

Die Gärten sind für ihren Formschnitt bekannt, aber man findet dort auch The Pavilion, ein pittoreskes Gebäude für Unterhaltungen, Hochzeitsfeste u. ä. Es gibt dort Staturen von David Anderson, einem Bildhauer aus Perth, die Charaktere aus der schottischen Literatur darstellen. Die dargestellten Figuren sind zum Beispiel Alexander Wilsons ‚‘Watty and Mag‘‘, Burns' Willie Brew’d a Peck o’ Maut, And Ra band Allan cam’ tae Pree, Sir Walter Scotts The Lay of the Last Ministrel und Burns' Tam o’ Shanter and Kate. Weitere Statuen anderer Bildhauer sind die nackte, schwarze Figur von Doryphoros, eine lebensgroße Statue von William Pitt dem Jüngeren und einige kleinere, von Charles Spence geschaffene Stücke. Neben dem Fahrweg in einem geschützten Tal liegt die Quelle des Hl. Petrus mit dem Linn-ma-Gray-Bach daneben. Auf einem Stein über der Quelle kann man die entsprechenden Zeilen lessen:

„Trink, erschöpfter Pilger, trink und bete,
Und segne die Quelle des Hl. Petrus,
unversehrt von der Sonne oder dem sengenden Strahl,
Oder Frost oder Schmelzwasser.“

## Ansichten der Gärten von Fingask

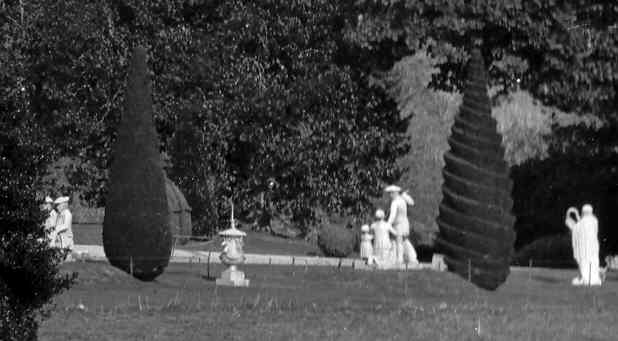
Statuen von ‘’Charles Spence’’ in einer Zusammenstellung aus dem 19. Jahrhundert.
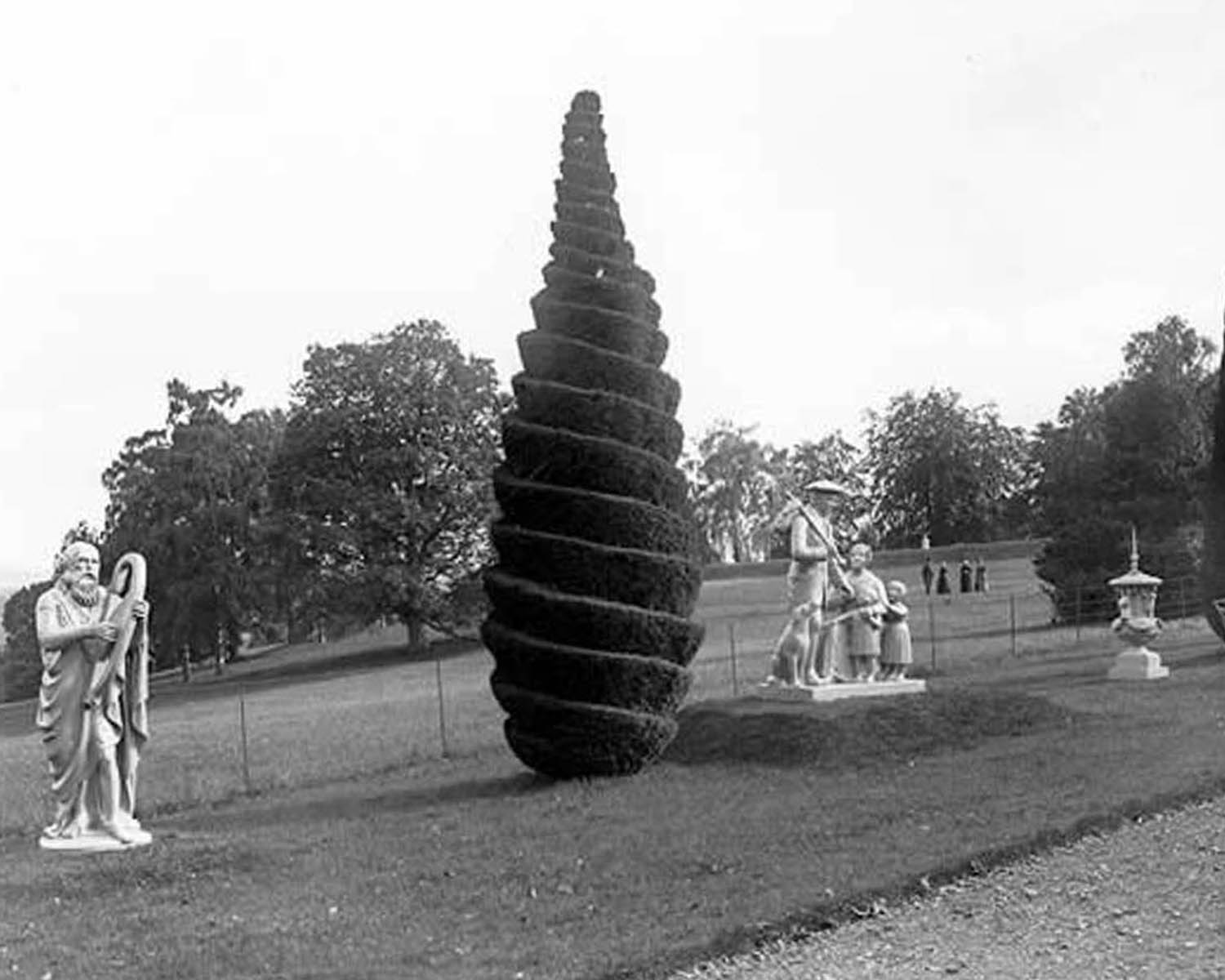
Nach Süden, Richtung Fife, ausgerichtete Statuen.
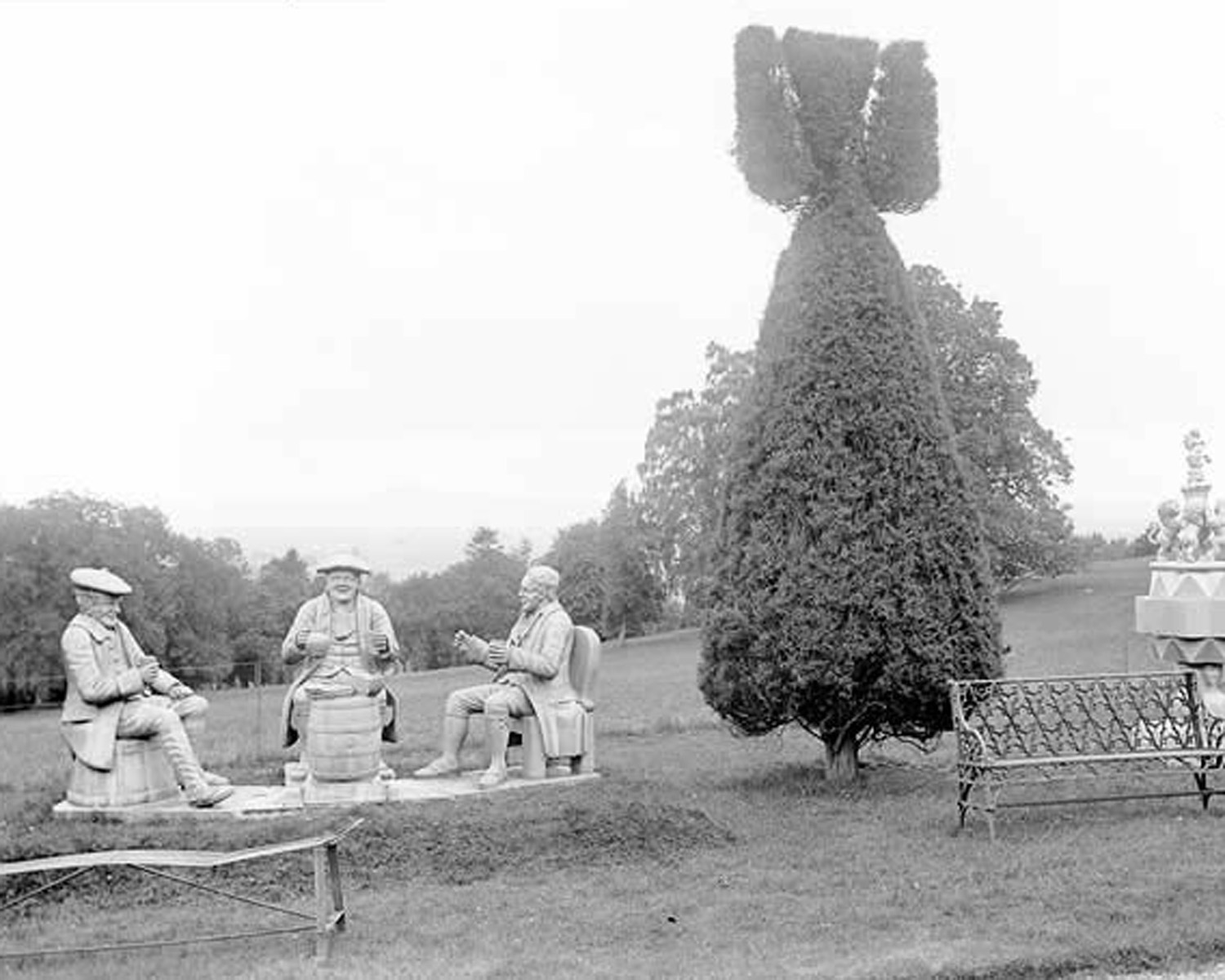
Von Norden: Tam o’ Shanter und seine Freunde beim Trinken im Kirkton Jean’s: „(…) While we sit bousing at the nappy, An’ getting fou and unco happy (…)“
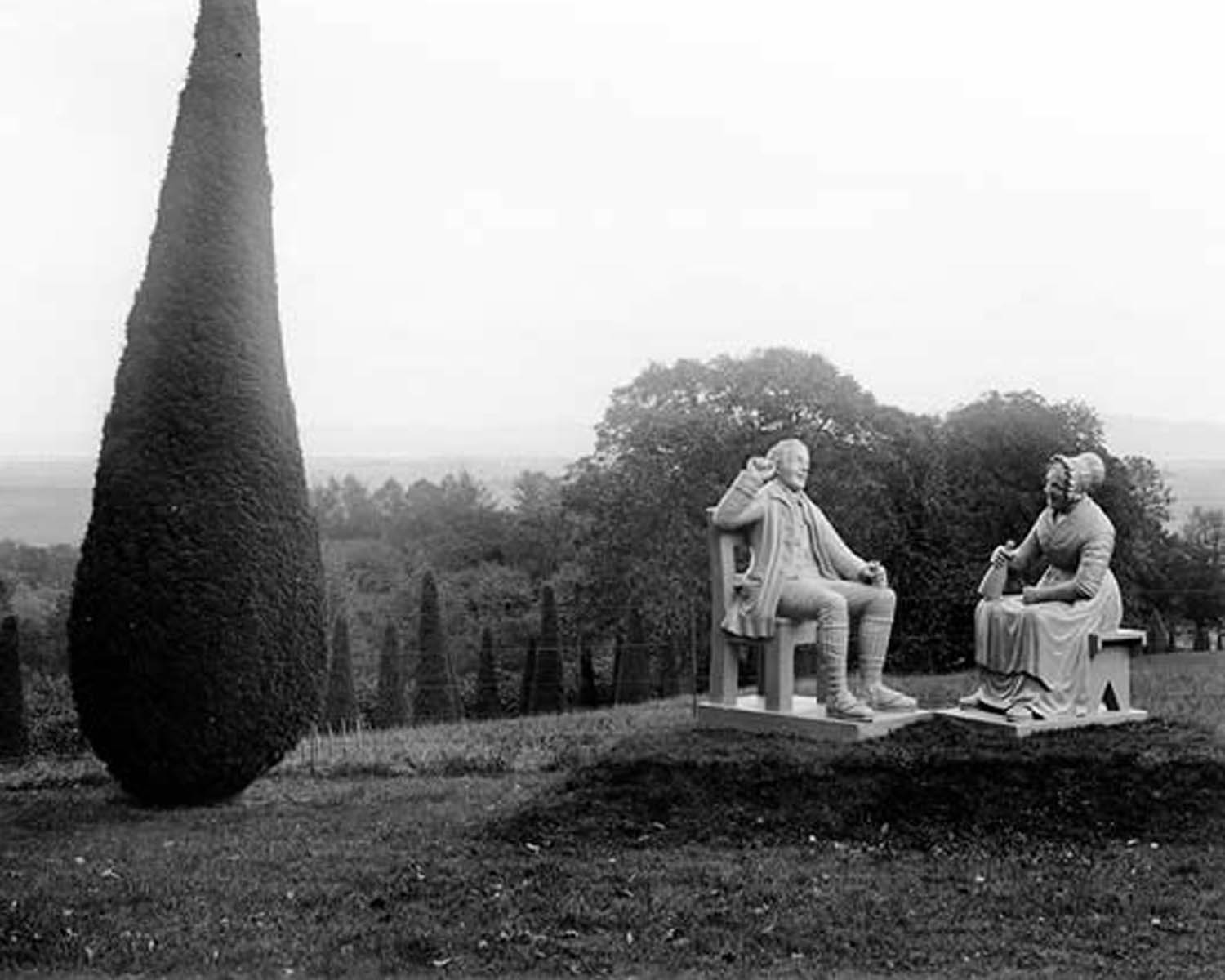
Wilsons Meg and Watty, von Charles Spence von Norden, nach Süden, Richtung Fife, ausgerichtet.

## DieFingask Follies

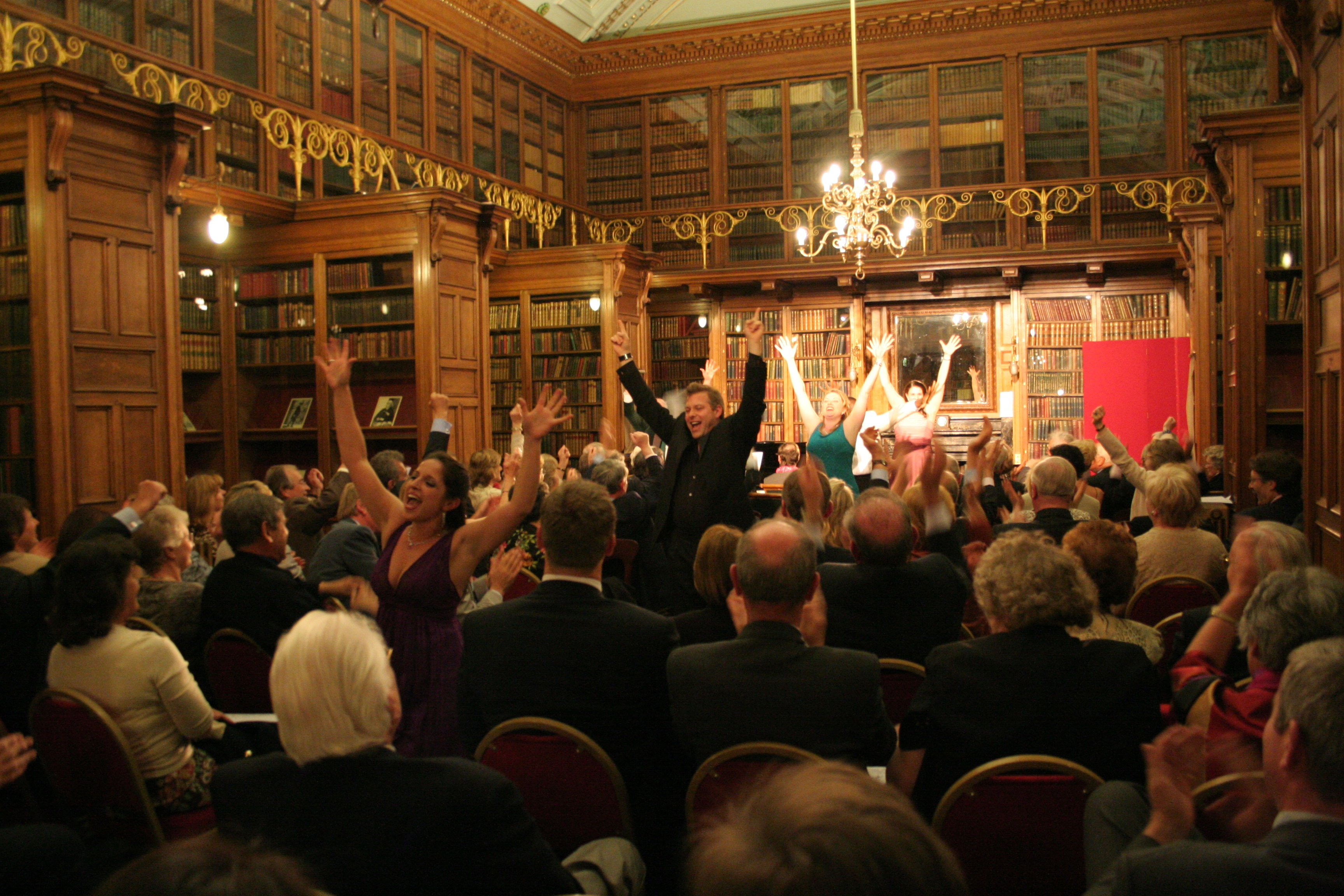
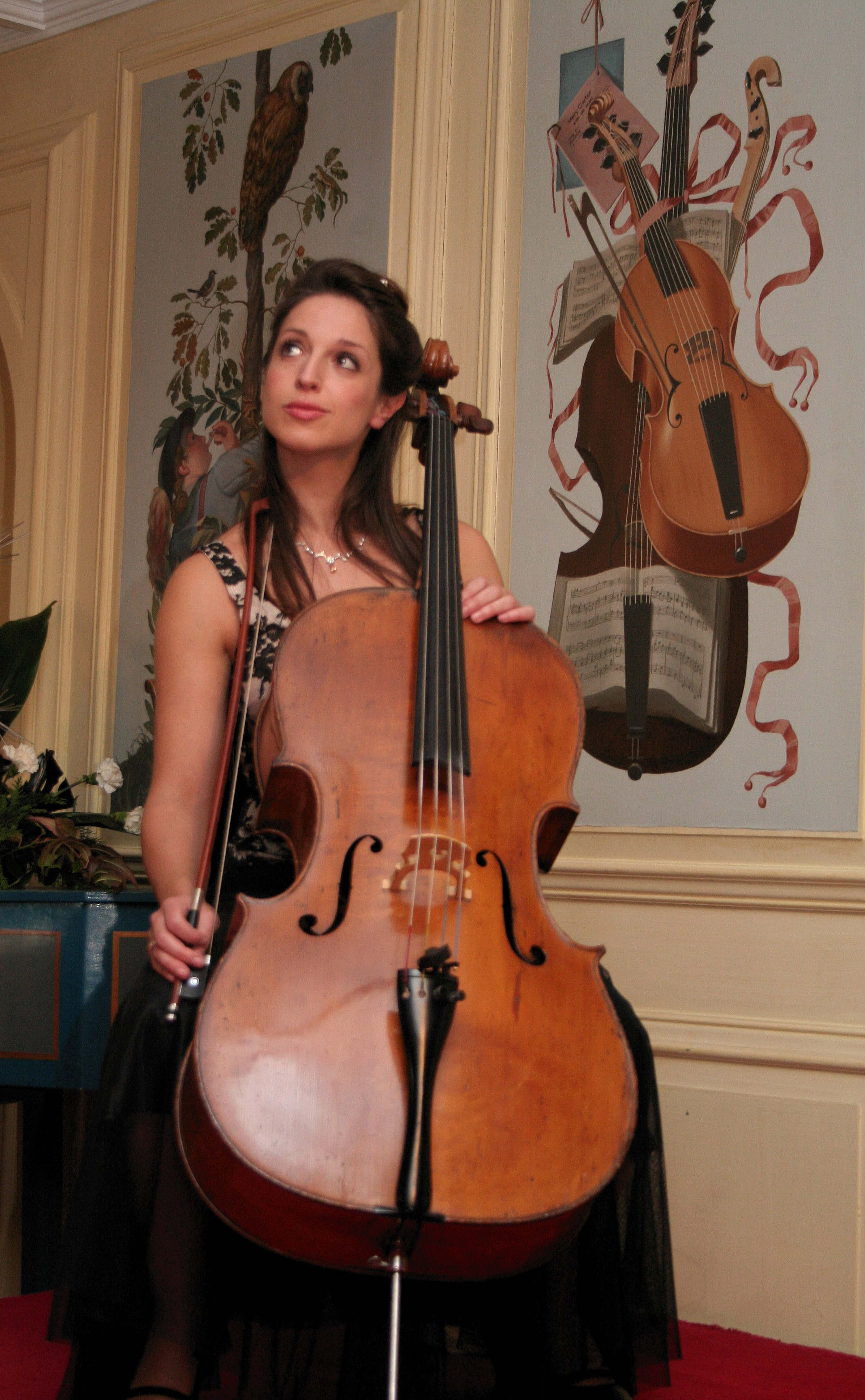

Die Fingask Follies sind eine alljährliche, professionelle Musicalrevue zu einem Thema, das sich der derzeitige Besitzer, Andrew Threipland und seine Gattin Helen geb. Molchanoff, in Fingask ausgedacht haben. Die Show besteht aus zwei Akten à 35 Minuten mit einer Stunde Pause für das Abendessen. Die „Fingask Follies“ beendeten ihre 21. Saison. Titel war „Ha-Ha!“ als Hommage an Capability Browns 300. Geburtstag.
Für 2017 heißt die Tour „Second Helpings – there is always room for more“.

## Fingask Castle Subscription Mural

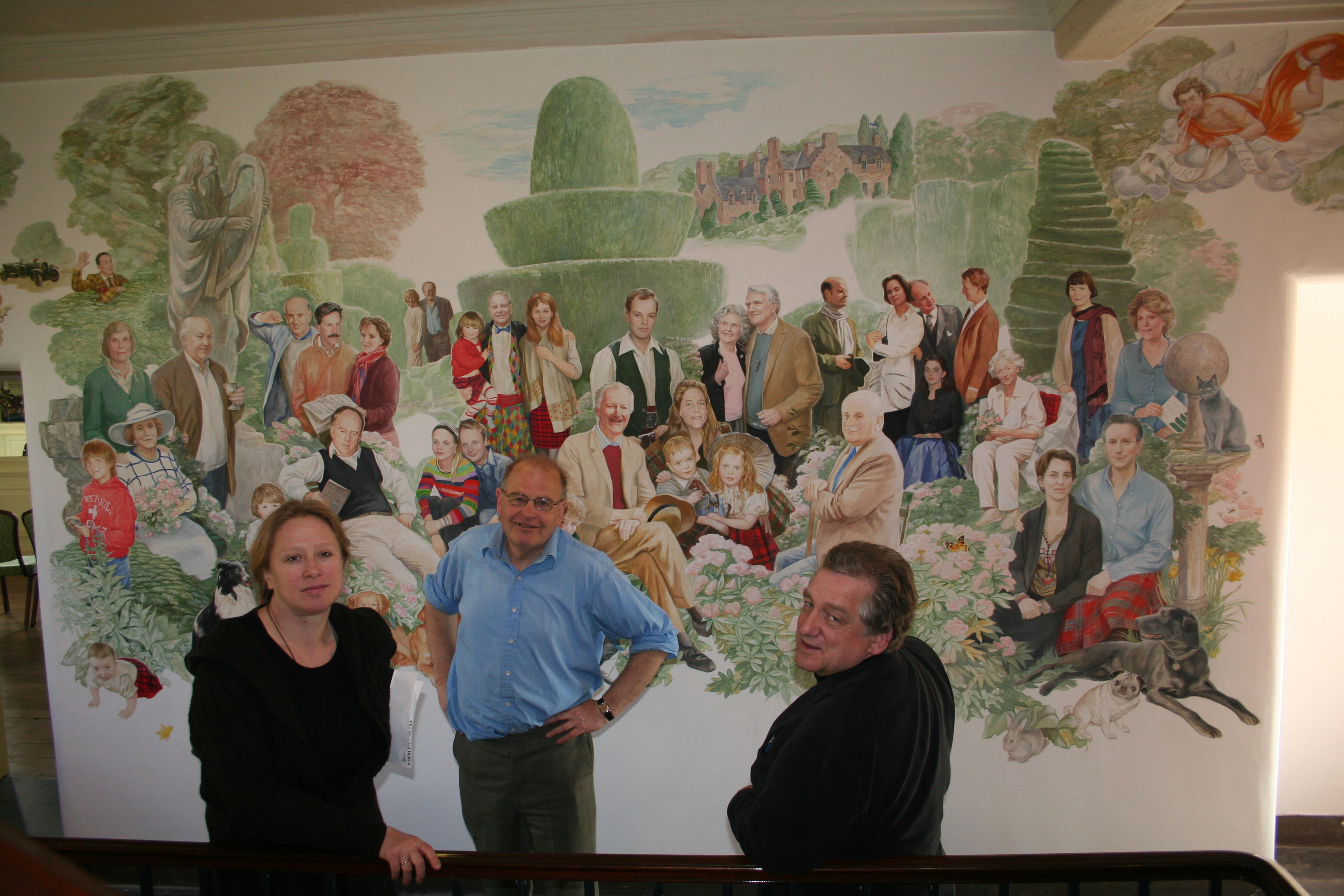
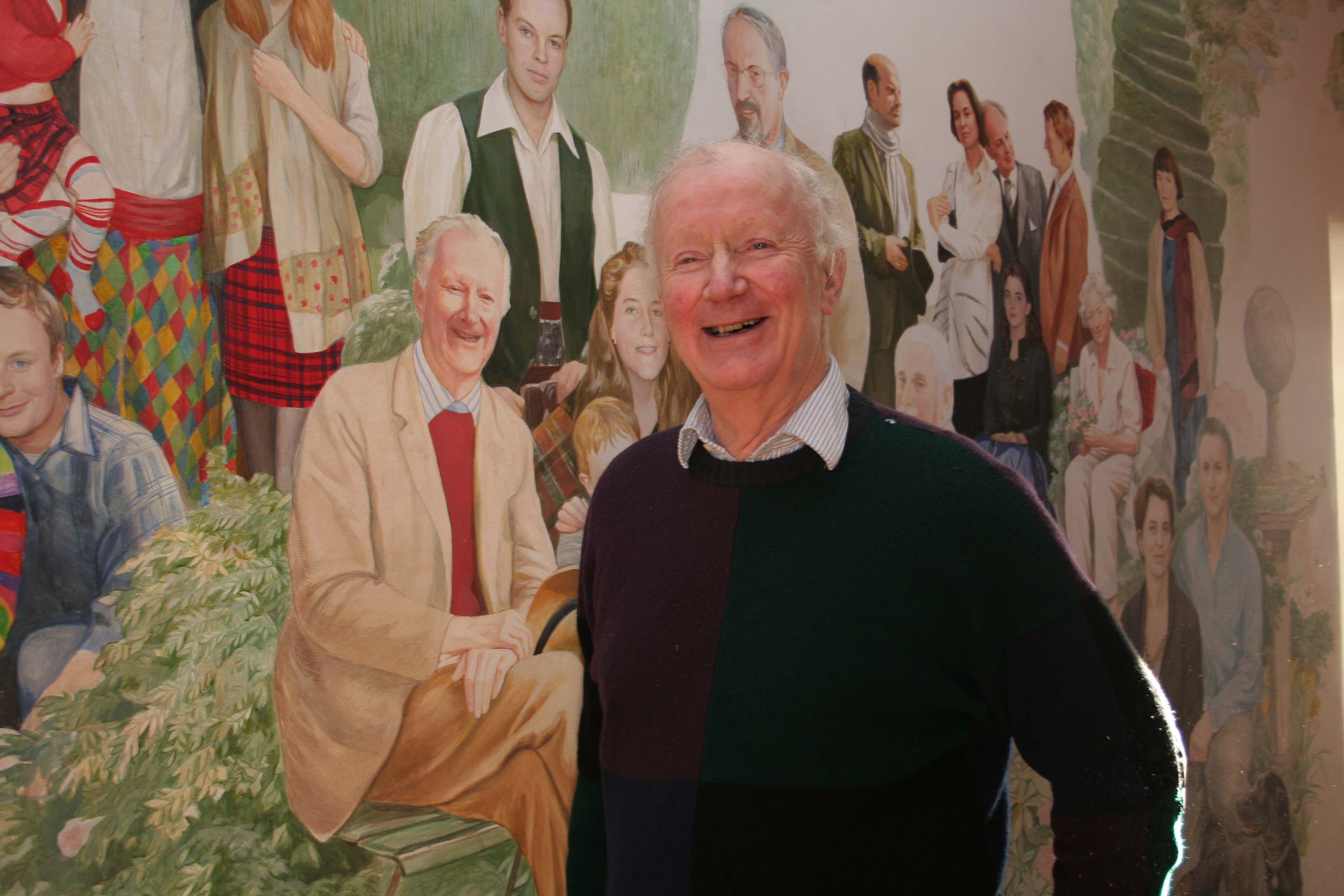

Dieses Wandgemälde von Ivan Govorkov und Lena Gubanova aus St. Petersburg soll Geld für die Fingask Follies sammeln. Die Wandmalerei, die 4572 mm × 2540 mm groß ist, wird jedes Frühjahr ergänzt und umfasst schon fast 60 Objekte, darunter 35 Porträts. Man kann dort Porträts der Patrone der Fingask Follies, Sir James Cayzer, Vicky Jardine Patterson, Claire Enders, Heloise Thomson, Chic Murray, einer Katze, Harry Wood (gesponsert von Alexander McCall Smith), Richard Marner, Sir Mark und Lady Judy Moody-Stuart und Follies-Darsteller Lofty Buchanan sehen. Man denkt, dass dies das einzige aktive Abonnementporträt ist, das zurzeit existiert.